# Farben der Liebe
Farben der Liebe (Originaltitel: The Forger oder Carmel-by-the-Sea) ist ein US-amerikanisches Direct-to-Video Filmdrama aus dem Jahr 2012.

## Handlung
Der 15-jährige Joshua Mason (Josh Hutcherson) wird von seiner drogensüchtigen Mutter vernachlässigt. Als sie ihn plötzlich verlässt, findet er in dem Malerstädtchen Carmel-by-the-Sea, Kalifornien, Zuflucht. Er entdeckt dort ein unvollendetes Gemälde, welches er beendet. Als ein Mann vorbeikommt und ihm das Bild abkaufen will, taucht der Besitzer des Gemäldes auf, und Joshua rennt weg.
Unterwegs sieht er Amber, die gerade zur Mittagspause geht. Die beiden beginnen ein Gespräch und werden erst unterbrochen, als ein Lehrer vorbeikommt, da die Mittagspause schon längst vorbei ist. Er packt Amber am Arm und will sie zurück in die Klasse schleifen. Joshua klettert über den Zaun, um ihr zu helfen, aber Ambers Bruders Ryan kommt vorbei, um ihm zu sagen, dass er abziehen soll. Die beiden geraten in einen Kampf, bis Joshua flieht.
Er findet das Haus von Everly Campbell unverschlossen vor und geht hinein. Im Keller ist ein Kunststudio, in dem er ein unvollendetes Gemälde findet. Er beschließt, es fertig zu malen, und schafft es, das Bild genau so aussehen zu lassen, wie die Vorlage vor ihm. Er schläft im Keller ein und wird am nächsten Tag von der Polizei verhaftet, weil er ein Hotelzimmer verwüstet hat. Everly und sein Assistent Bernie sehen das vollendete Gemälde und erkennen, dass Joshua es beendet haben muss. Joshuas neuer Sozialarbeiterin Vanessa Reese stimmt zu, dass Joshua bei Everly bleiben kann. Everly will, dass er bleibt, weil er sein Talent benutzen will. Er führt Joshua in die Welt der Kunstfälschung ein, da er selbst ein Fälscher ist.
Everly sucht nach einem Künstler, der ein wertvolles Bild nachmalen kann, dessen Original verlorengegangen ist und das viele Millionen Dollar wert ist. Er glaubt, dass Joshua dieser Künstler sein kann. Nachdem das Bild von Joshua gemalt worden ist, macht Everly eine ungeschickte Bemerkung über Joshuas Mutter, die ihn verlassen hat. Da Joshua weiß, dass Everly recht hat, wird er wütend und versteckt das Gemälde. Er findet Unterschlupf bei der pensionierte Künstlerin Annemarie Sterling, die sich mit ihm anfreundet. Mit ihrer Hilfe geht er auf eine Party, auf die er nicht eingeladen wurde. Dort sieht er Amber mit einem anderen Jungen. Er wird eifersüchtig und geht ihnen nach. Jedoch wird er von Ryan abgefangen und sie geraten in einen Kampf, bevor Ryan ihm sagen kann, dass der Junge Ambers Cousin war. Joshua ist das peinlich, und er verlässt die Party.
Ein paar Tage später treffen sich Everly und Joshua in Annemaries Kunststudio und Everly erklärt ihm, dass die beiden gleich sind. Joshua erkennt dies, will es aber nicht akzeptieren, woraufhin er das Atelier fluchtartig verlässt. Zur selben Zeit holt Vanessa Informationen über Annemarie ein. Sie erfährt, dass diese ein Bild gefälscht hat, um Geld für eine Operation ihrer Tochter zu erhalten, die bei einem Hausbrand schwer verletzt worden ist. Doch ist Annemaries Tochter bei der OP gestorben.
Bei Everlys Geburtstagsfeier soll Joshuas Bild veröffentlicht werden. Joshua fängt wieder mit dem Malen an. Als das Bild entschleiert wird, kommt Annemarie und schneidet das Bild mit einem Messer in der Mitte durch. Sie offenbart allen, dass Everly ein Kunstfälscher ist. Der Film endet, als Joshua das Gemälde ins Meer wirft und Amber umarmt und küsst.

## Produktion
Der Film The Forger, der zuvor unter dem Titel Carmel angekündigt wurde, ist das Spielfilmdebüt von Lawrence Roeck. Als Hauptdarsteller wurden Josh Hutcherson und Hayden Panettiere gecastet. Bemerkenswert ist, dass mit Lauren Bacall, der Witwe von Humphrey Bogart, ein großer Star der klassischen Hollywood-Ära verpflichtet wurde. Der Film wurde an 24 Tagen im Februar 2009 in Carmel-by-the-Sea gedreht, jedoch nicht zu Ende produziert.
Im Jahr 2010 erwarb Experience Media Studios die Rechte an dem unvollendeten Film und produzierte ihn bis zum 15. Februar 2011 fertig.

## Veröffentlichung
Eigentlich sollte der Film Anfang 2012 in die Kinos kommen, wurde dann aber wegen Hutchersons Film Die Tribute von Panem – The Hunger Games auf unbestimmte Zeit verschoben. Der Film erschien am 3. Juli 2012 nun direkt auf DVD.
In Deutschland erschien der Film am 11. November 2013 auf DVD.

## Rezeption
„Sentimentales Drama, das seine dünne Geschichte wirklichkeitsfern und langatmig abwickelt.“

## Synchronisation
Die Synchronisation entsteht durch die Synchronfirma DMT – Digital Media Technologie GmbH in Hamburg.
| Rollenname          | Schauspieler/in   | Synchronsprecher/in |
| ------------------- | ----------------- | ------------------- |
| Anne-Marie Sterling | Lauren Bacall     | Marianne Bernhardt  |
| Joshua Mason        | Josh Hutcherson   | Ricardo Richter     |
| Amber Felter        | Hayden Panettiere | Josephine Schmidt   |